# Шеффілд
Ше́ффілд (англ. Sheffield) — місто в центральній частині Великої Британії, головне та найбільше місто графства Південний Йоркшир та третім за розміром містом у Північній Англії..
Місто розташоване у східному передгір'ї Пеннінів та в долинах річки Дон і її чотирьох приток: Локслі, Портер-Брук, Ривелін та Шиф. 61% території Шеффілда займають зелені насадження, а третина міста розташована в межах національного парку Пік-Дістрікт. Це п’яте за розміром місто Англії У місті понад 250 парків, лісових масивів і садів, а загальна кількість дерев оцінюється приблизно у 4,5 мільйона..
Шеффілд відіграв важливу роль в Промисловій революції, розвиваючи багато значних технологій. У XIX столітті місто зазнало величезного розширення традиційної галузі виробництва столових приборів, зокрема завдяки впровадженню процесів виробництва нержавіючої та тигельної сталі. Це сприяло майже десятикратному зростанню населення. Шеффілд отримав муніципальну хартію у 1843 році, а статус міста – у 1893-му. Занепад сталеливарної промисловості в 1970-х і 1980-х роках, що збігся з кризою вугільної галузі, призвів до економічного спаду. У 1974 році місто увійшло до складу новоствореного графства Південний Йоркшир, яке з 1986 року складається з окремих унітарних адміністрацій. У XXI столітті в Шеффілді триває масштабна реконструкція, подібно до інших британських міст. Валовий доданий продукт (GVA) міста зріс на 60% з 1997 року, досягнувши 11,3 мільярда фунтів стерлінгів у 2015 році, а економіка демонструє стабільне зростання на рівні 5% щорічно, що перевищує середній показник по регіону Йоркшир і Гамбер.
За переписом 2021 року, населення Шеффілда становило 556 500 осіб, що робить його другим за величиною містом у регіоні Йоркшир і Гамбер. Агломерація Шеффілда, найбільшою частиною якої є саме місто, мала населення 685 369 осіб, включаючи місто Ротергем. Муніципальний район, керований з Шеффілда, мав 566 242 мешканці за оцінкою 2019 року, що робить його одним із найбільших районів Англії. Шеффілд входить до групи основних міст Великої Британії.
Шеффілд має багату спортивну історію. У місті знаходиться найстаріший у світі футбольний клуб — Sheffield F.C., та найстаріший футбольний стадіон — Sandygate. Також тут проходить Чемпіонат світу зі снукеру, а місцева команда Sheffield Steelers була першою професійною хокейною командою у Великій Британії.

## Історія

### Рання історія

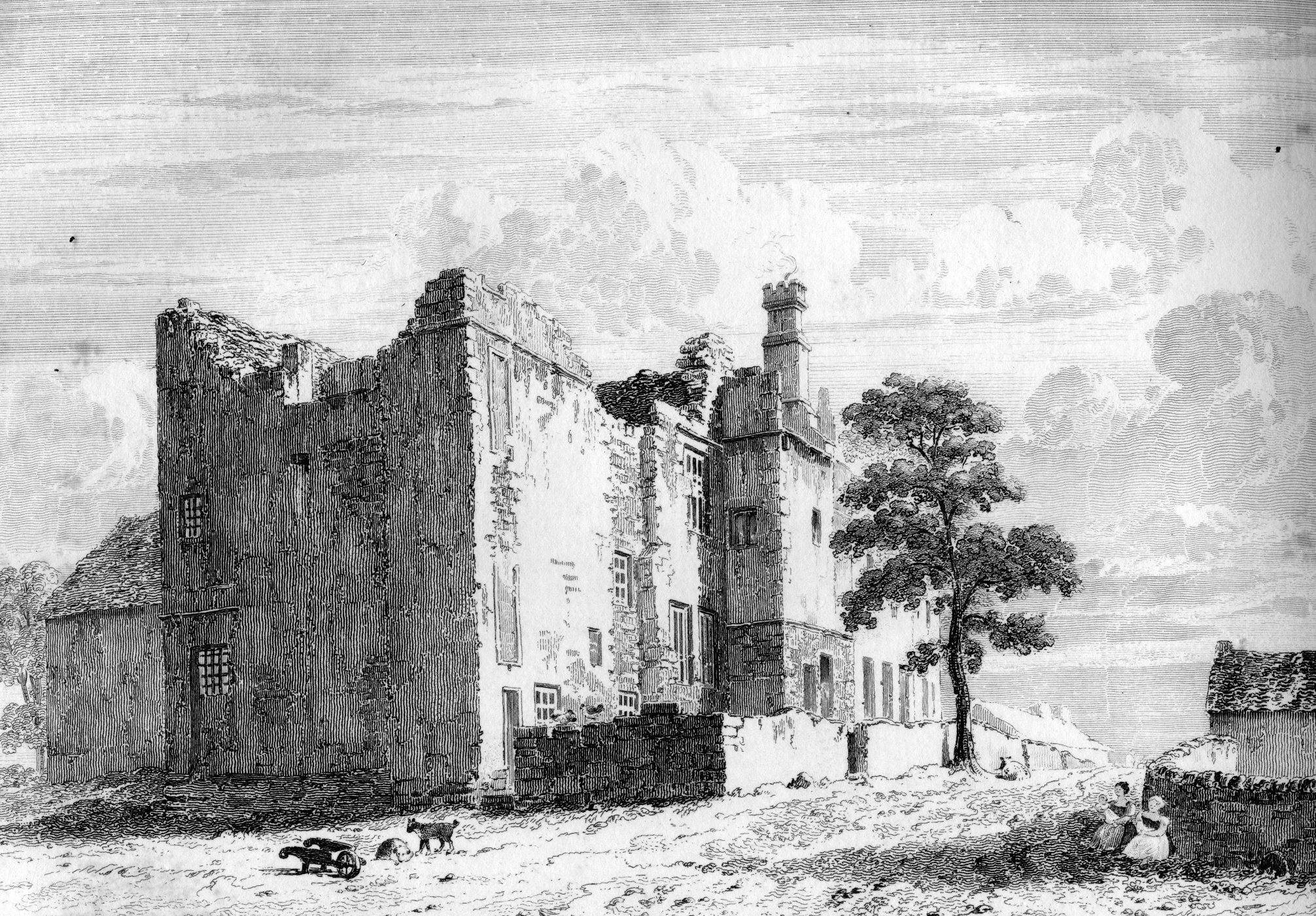
Руїни Шеффілдського маєтку близько 1819 року

Територія, яку нині займає місто Шеффілд, ймовірно, була заселена ще з пізнього верхнього палеоліту, приблизно 12 800 років тому. Найдавніші свідчення людського проживання в районі Шеффілда були знайдені в Кресвелл-Крагс, що на схід від міста.
В британському залізному віці ця територія стала найпівденнішою частиною племені бригів, що населяли Пеннінські гори. Вважається, що саме вони побудували кілька хіллфортів у Шеффілді та навколо нього.
Після відходу римлян ця територія могла бути частиною бриттського королівства Елмет, а річки Шіф і Дон, ймовірно, слугували кордоном між Елметом та королівством Мерсія.
Згодом, англи поступово розширювали свій вплив із королівства Дейра на захід. Присутність бриттів у районі Шеффілда підтверджується назвами двох поселень: Вейлс і Вейлсвуд, що неподалік від міста.
Поселення, що згодом сформували Шеффілд, з’явилися в другій половині першого тисячоліття й мали англосаксонське та данське походження. В англосаксонську епоху територія Шеффілда розташовувалася на кордоні між королівствами Мерсія та Нортумбрія.
У 829 році Еанред Нортумбрійський підкорився Еґберту Вессекському в селищі Дор (тепер передмістя Шеффілда), що стало важливим кроком на шляху до об'єднання Англії під владою Вессекської династії.
Після норманського завоювання Англії місцеве населення підняло повстання, що призвело до спустошення Шеффілда норманами. Для контролю над місцевістю було збудовано Шеффілдський замок, а навколо нього сформувалося невелике місто, яке згодом стало сучасним Шеффілдом.
До 1296 року на місці сучасної Замкової площі вже діяв ринок.
У XIV столітті Шеффілд був відомий виробництвом ножів, що згадуються в Кентерберійських оповіданнях Джеффрі Чосера. До початку XVII століття місто стало центром виробництва столових приборів у Англії поза Лондоном, під контролем Гільдії ножових майстрів у Галламширі.

### Промислова революція

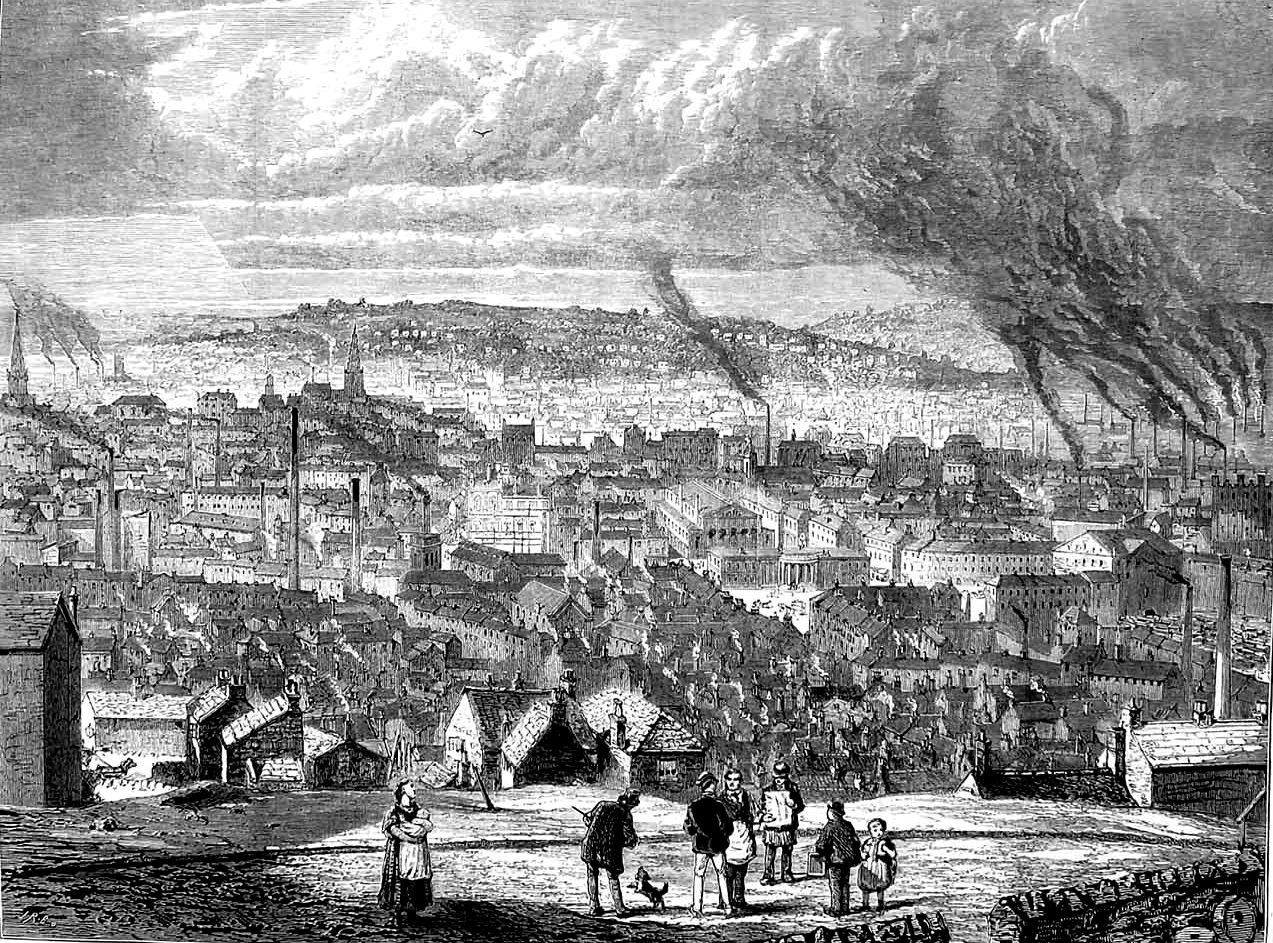
Шеффілд у XIX столітті. Домінування промисловості в місті очевидне.

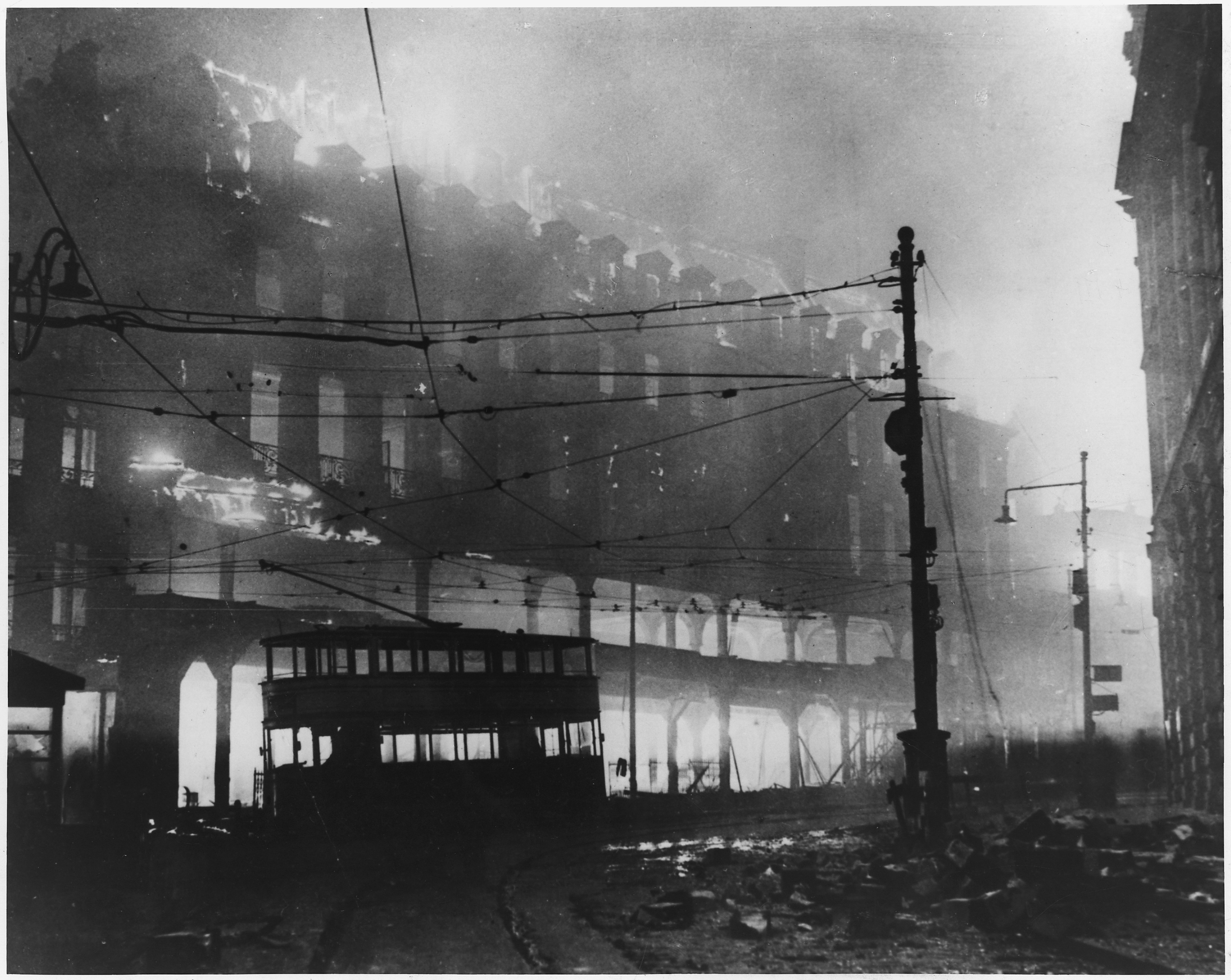
Шеффілд був однією з головних цілей люфтваффе під час Другої світової війни через його промислове значення. Бомбардування отримало назву Шеффілдський бліц.

У 1740-х роках було відкрито метод виробництва тигельної сталі, що дозволило виготовляти сталь вищої якості, ніж раніше. Приблизно в той самий період була розроблена техніка нанесення тонкого шару срібла на мідний злиток, що призвело до появи срібного покриття, відомого як Шеффілдське сріблення. Ці нововведення сприяли зростанню Шеффілда як промислового міста, однак втрата деяких важливих експортних ринків спричинила економічний спад у кінці XVIII — на початку XIX століття. Погіршення умов життя призвело до епідемії холери, яка забрала життя 402 осіб у 1832 році.
Населення міста швидко зростало протягом XIX століття, збільшившись із 60 095 осіб у 1801 році до 451 195 осіб у 1901 році. У 1838 році була побудована залізниця між Шеффілдом і Ротергемом, що з'єднала ці два міста. У 1842 році Шеффілд отримав статус боро, а в 1893 році — статус міста за королівським патентом. Зростання населення також створило попит на кращі джерела водопостачання, і на околицях міста було побудовано кілька нових водосховищ.
Руйнування дамби одного з цих водосховищ у 1864 році спричинило Велику повінь у Шеффілді, яка забрала життя 270 осіб і завдала значних руйнувань місту. У 1880 році десять чоловіків із Шеффілда стали частиною групи з 47 осіб, які відвідали костюмований бал у Халмі (Манчестер) і були судимі за спробу гомосексуального зв’язку. Історикиня Лорен Веллс назвала їх «Шеффілдська десятка»; імена цих чоловіків були опубліковані в місцевих газетах.
Розширення міста призвело до появи багатьох будинків спільного проживання, а також до значного забруднення повітря від заводів. Це надихнуло Джорджа Орвелла у 1937 році написати: «Шеффілд, мабуть, цілком справедливо може претендувати на звання найпотворнішого міста у Старому Світі».

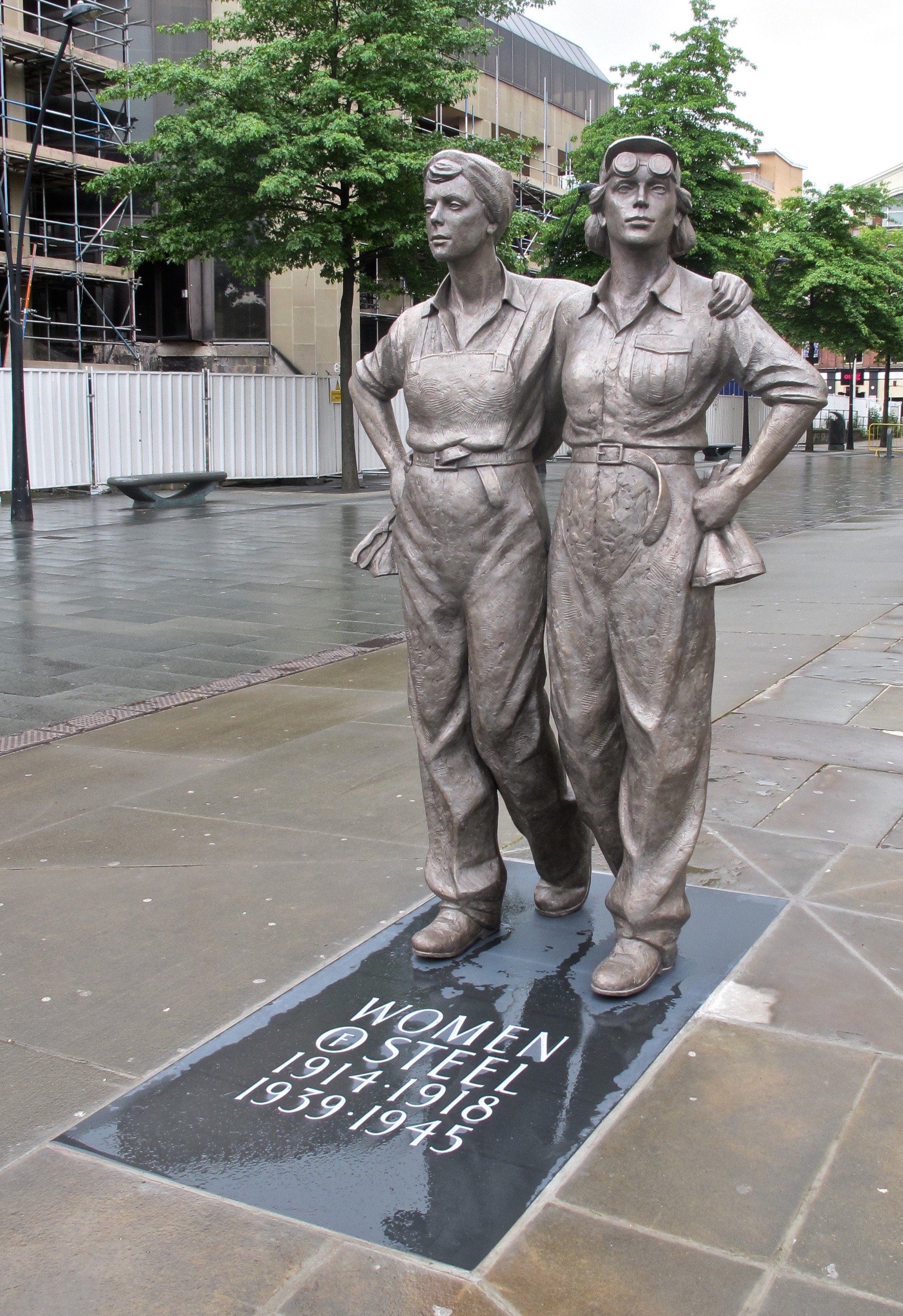
Статуя Жінки сталі вшанувала жінок Шеффілда, які працювали в металургійній промисловості міста під час Першої та Другої світових воєн.

## Населення

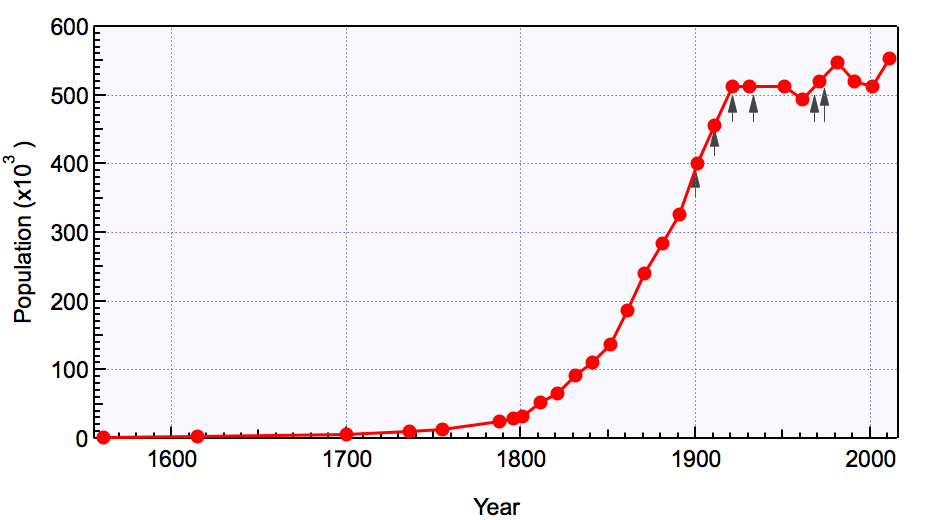
Чисельність населення Шеффілда з 1700 по 2011 рік. Помітне експоненціальне зростання у XIX столітті та наступна стабілізація у XX столітті.

За даними перепису населення 2001 року, чисельність населення Шеффілда становила 513 234 особи, що на 2% менше, ніж у 1991 році.
Шеффілд є частиною більшого Шеффілдського міського району, населення якого в 2001 році становило 640 720 осіб.
За даними перепису населення 2011 року, етнічний склад населення Шеффілда був таким: 84% білі (81% білі британці, 0.5% ірландці, 0.1% роми або ірландські мандрівники, 2.3% інші білі), 2.4% змішане населення (1.0% білі та чорношкірі карибці, 0.2% білі та чорношкірі африканці, 0.6% білі та азіати, 0.6% інші змішані), 8% азіати (1.1% індійці, 4% пакистанці, 0.6% бангладешці, 1.3% китайці, 1.0% інші азіати), 3.6% чорні (2.1% африканці, 1% карибці, 0.5% інші чорні), 1.5% араби та 0.7% представники інших етнічних груп.
Щодо релігії, 53% населення є християнами, 6% — мусульмани, 0.6% — індуїсти, 0.4% — буддисти, 0.2% — сикхи, 0.1% — юдеї, 0.4% належать до інших релігій, 31% не мають релігії, а 7% не зазначили своєї релігійної приналежності.
Промислова революція значною мірою сприяла зростанню населення та демографічним змінам у Шеффілді. Велика кількість людей переїжджала до міста в період розквіту виробництва ножових виробів та сталеливарної промисловості. Населення міста зростало до середини XX століття, після чого почало скорочуватися через занепад промисловості. Проте на початку XXI століття спостерігалося нове зростання населення.
Хоча Шеффілд є містом, його неофіційно називають «найбільшим селом Англії» через географічну ізольованість та стабільність населення. Місто оточене пагорбами, що обмежують його розширення, а значні території навколо захищені статусом зелених зон.

## Економіка
Центр важкої промисловості Йоркширського вугільного басейну. Виробництво сталі, прокату, машинобудування. Старовинне виробництво ножових виробів зі сталі і срібла.

## Спорт

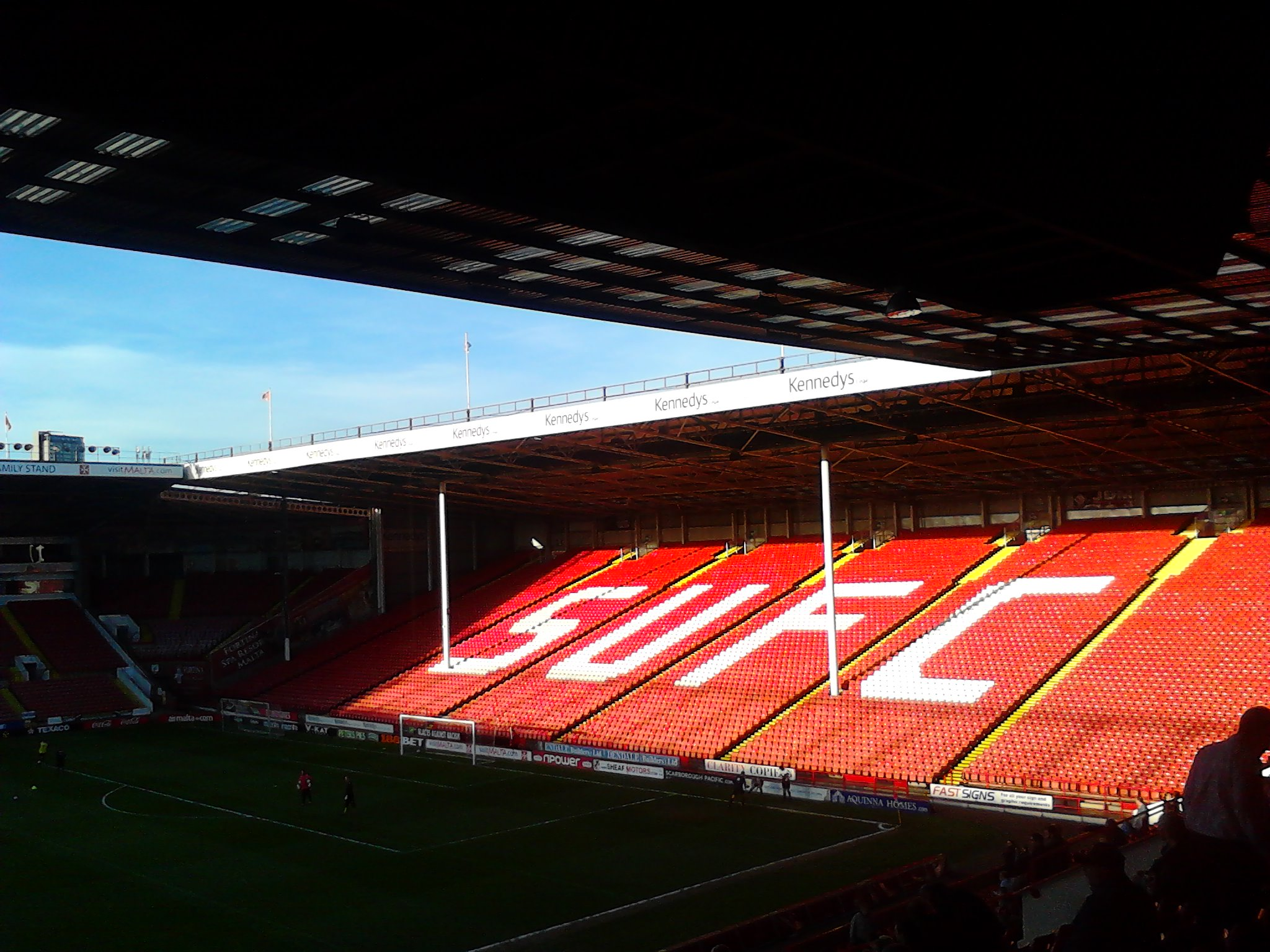
Бремолл Лейн, домашній майданчик Sheffield United F.C., поряд з центром міста

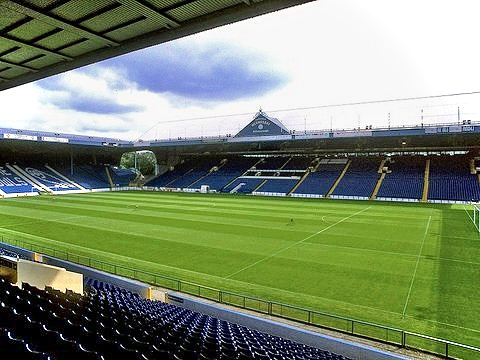
Hillsborough Stadium, домашній майданчик Sheffield Wednesday, є найбільшим стадіоном міста з місткістю трохи менше 40'000

Шеффілд має тривалу спортивну спадщину. У 1857 році команда гравців з крикету сформувала перший у світі (офіційний) футбольний клуб, Sheffield F.C., та другий у світі клуб Hallam F.C., які грають на найстарішому в світі футбольному полі у передмісті Кросспул. До 1860 року в Шеффілді
налічувалося 15 футбольних клубів, з першою аматорською лігою і кубком міста.

## Уродженці
- Томас Кресвік (1811—1869) — британський пейзажист і ілюстратор
- Джеймс Стюарт Блектон (1875—1941) — британський та американський кінорежисер, кінопродюсер
- Тед Едвардс (1884—1945) — американський кіноактор англійського походження епохі німого кіно
- Джо Кокер (1944—2014) — англійський співак
- Ліза Безносюк (* 1956) — англійська флейтистка українського та ірландського походження
- Том Вотсон (* 1967) — британський політик-лейборист, член Палати громад
- Брендан Мур (* 1972) — англійський професіональний рефері зі снукеру
- Метт Хейґ (* 1975) — британський письменник-фантаст і журналіст
- Пол Джозеф Вотсон (* 1982) — британський відеоблогер, радіоведучий, публіцист і конспіролог.
- Алекс Тернер (* 1986) — музикант, вокаліст і автор пісень гурту Arctic Monkeys. Засновник гурту The Last Shadow Puppets.